# 瓦尔德布伦 (下弗兰肯行政区)
瓦尔德布伦（德語：Waldbrunn，發音：[ˈvaltˌbʁʊn]）是德国巴伐利亚州下弗兰肯行政区维尔茨堡县的市镇，总面积6.62平方千米，2023年12月31日总人口为2,919人。